# Хасан, Диа Нафи
Ди́а Алди́н На́фи Хаса́н (1 июля 1941, Багдад, Ирак — 30 августа 2024, Владимир, Россия) — иракско-российский филолог, переводчик русской литературы на арабский язык, общественный деятель. Вице-президент Иракской ассоциации выпускников советских и российских вузов, основатель и директор Центра российско-иракских исследований ВГУ. Учредитель Премии имени Науара за укрепление российско-иракского диалога.

## Биография
Диа Нафи Хасан родился в 1 июля 1941 года в Багдаде. В 1959 году стал одним из первых иракских студентов МГУ им. М. В. Ломоносова, затем учился в Парижском университете во Франции, где в 1971 году получил степень доктора по русской филологии.
В 1975–1984 годах был заведующим кафедрой русского языка в Багдадском университете, получил звание профессора русской литературы. В 2003 избран деканом факультета языков. В 2007 уехал в Россию по приглашению Воронежского государственного университета. В 2008, выйдя на пенсию в Ираке, работал директором созданного им Центра российско-иракских исследований ВГУ. Работал внештатным журналистом газеты «Аль-Джумхурия», сотрудником русской передачи Багдадского радио, литературных журналов «Аль-Аклям» и «Аль-Такафа аль-Эджнабия» и главным редактором иракского журнала по лингвистике. Основатель и директор издательства «Науар»; почётный член Союза писателей России.
Автор книг «Русско-арабский политический словарь», «Учебник русского языка для иракских школ» в двух частях, «Учебное пособие по литературному чтению для арабских студентов русского отделения» и других книг, а также ряда научных статей по русской филологии. Опубликовал более 300 статей о русской и мировой культуре в иракских и арабских масс-медиа. Постоянный участник Международных конгрессов переводчиков художественной литературы, проводимых в Москве российским Институтом перевода.
В 2018 году проф. Диа Нафи Хасан учредил Премию имени Науара за укрепление российско-иракского диалога. Первым лауреатом премии стал специальный представитель президента России по Ближнему Востоку и странам Африки, заместитель главы МИД России Михаил Богданов.
Живет во Владимире.